# Râul Lung, Timiș
Râul Lung sau Pârâul Lung sau Râul Feneș este un curs de apă afluent al râului Timiș. Cursul superior, amonte de Poiana Zloaba, mai este cunoscut și sub denumirea de Râul Muroniu.

## Hărți
- Harta Județului Caraș-Severin
- Harta Muntele Mic și Țarcu  Arhivat în 28 martie 2010, la Wayback Machine.